# Prunus wurdackii
Prunus wurdackii là loài thực vật có hoa trong họ Hoa hồng. Loài này được C.L. Li miêu tả khoa học đầu tiên năm 1997.